# لجأة
اللَّجَأَة أو الغَيْلَم أو السلحفاة البحرية حيوان زاحف من رتبة السلحفيات. للسلاحف البحرية فكان قويان حادان عديما الأسنان، والجسم مغلف بصدفة تتركب من صفائح عظمية مندغمة من الضلوع والفقرات وتغطيها من الخارج تروس قرنية.والسلاحف البحرية موجودة بالبحر المتوسط والبحر الأحمر يأكلها سكان السواحل. وتتواجد أيضا في جميع محيطات العالم فيما عدا المحيط المتجمد الشمالي، وتوجد منها سبعة أنواع معروفة. تدخل السلاحف البحرية ضمن الحيوانات المهددة بالانقراض. بالخليج العربي يوجد منها أربع أنواع وهي اللجأة الخضراء، واللجأة صقرية المنقار، واللجأة جلدية الظهر، ولجأة ردلي الزيتونية، ولكن حتى الآن لم ترصد السلحفاة الجلدية تعشش بالمنطقة وجدت فقط تسبح بالخليج العربي.